# Rutig buskmätare
Rutig buskmätare, Chiasmia clathrata, är en fjärilsart som först beskrevs av Carl von Linné 1758.  Enligt Dyntaxa ingår rutig buskmätare  i släktet Chiasmia men enligt Catalogue of Life är tillhörigheten istället släktet Asmate. Enligt båda källorna tillhör rutig buskmätare familjen mätare, Geometridae. Arten är reproducerande i Sverige. Tio underarter finns listade i Catalogue of Life, Asmate clathrata albifenestra Inoue, , Asmate clathrata almacola Wehrli, 1924 , Asmate clathrata aurata Turat, 1905 , Asmate clathrata azrouensis Wehrli, 1937 , Asmate clathrata centralasiae Krulikovski, 1911 , Asmate clathrata djakonovi  Kardakoff, 1928 , Asmate clathrata hoenei Schulte, 1954 , Asmate clathrata hugginsi Baynes, 1959 , Asmate clathrata kurilata  Bryk, 1942  och Asmate clathrata punctata Bang-Haas, 1910.

## Bildgalleri

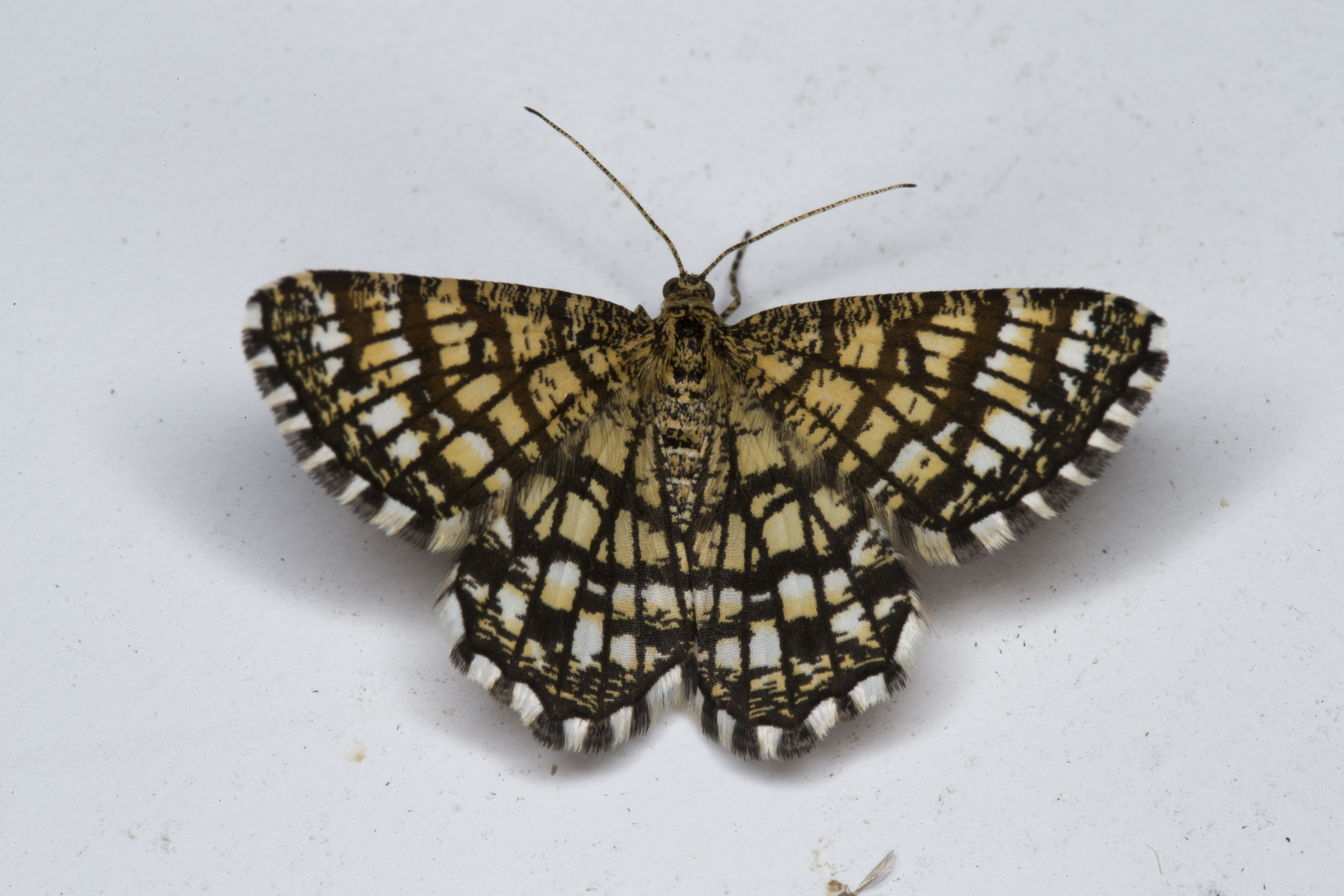
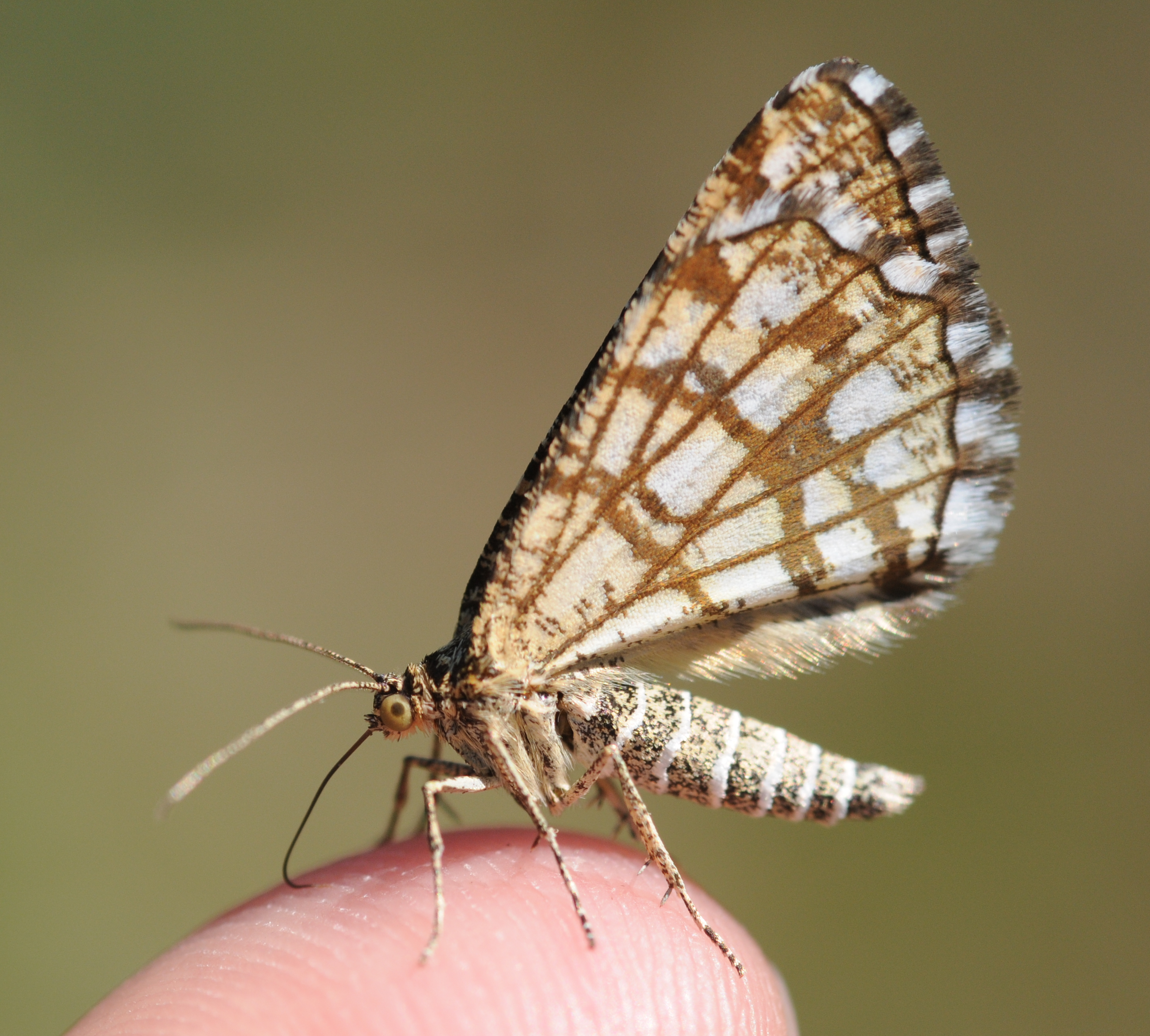
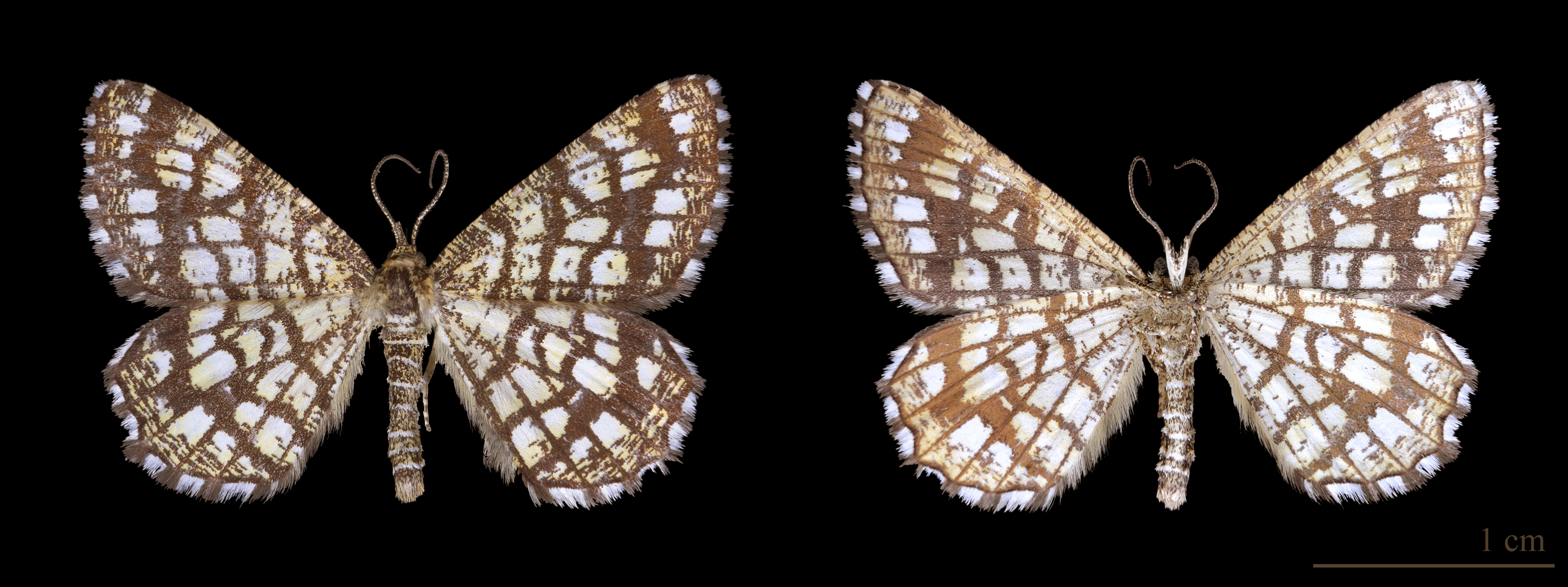